# فينوس (صحيفة)
صحيفة «ڤينوس» هي صحيفة أسبوعية، اجتماعية، أدبية، ثقافية شاملة صَدَرَت في الناصرة بين الأعوام 1986-1988 عن شركة حبيب مُسَلَّم للإعلام، وكانت من أوائل الصُّحُف العربيّة الأسبوعيّة الّتي صدرت في أوساط عرب 48.

## تاريخ
صدر العدد الأول من صحيفة «ڤينوس» يوم الجمعة 14 شباط 1986. كانت الصحيفة تهدف إلى نشر الثقافة العربية في أوساط الأقليّة العربيَّة في إسرائيل، وأن تكون منبرًا إعلاميًّا للأقلية العربية في منطقة الجليل. عمل في تحريرها وكتابة موادها محمود أبو رجب.
صدرت في البداية في 6 صفحات (من ضمنها صفحة واحدة للأخبار الرياضية) ثم ازدادت صفحاتها حتى بلغت 21 صفحة، ولاقت رواجًا كبيرًا بين القُرّاء العرب في إسرائيل، وشملت مواضيع وزوايا مختلفة منها سياسية، اجتماعية، اقتصادية، إعلانية.
كانت صحيفة «فينوس» نواة صحيفة «كل العرب» (أكبر الصُّحف العربيَّة في إسرائيل، وأوسعها انتشارًا) إذ نشبَ عام 1988 خلافٌ مالي بين رجُل الأعمال موسى حصاديَّة (الذي دخل شريكًا في ملكيّة الصَّحيفة مع مؤسّسيها حبيب مسلم ومحمود أبو رجب، وقام بدعمها مادِّيًّا بمعونة شركائه من مكتب الدعاية والإعلان الإسرائيلي آرئيلي) مما أدّى إلى فضّ الشراكة وتأسيس صحيفة «كل العرب» التي تولّى تحريرُها الصّحفي محمود أبو رجب بعد أن ترَك العمل في «فينوس» والتحق بالصحيفة الجديدة لأسباب اقتصاديَّة بحتة.
توقَّفت بعدها الصّحيفة عن الصُّدور عام 1988.